# 11-та повітрянодесантна бригада (СРСР)
Не варто плутати з 11-ю десантно-штурмовою бригадою Російської Федерації
11-та пові́тряно-деса́нтна брига́да (11 пдбр) — повітряно-десантна бригада, військове з'єднання повітряно-десантних військ Радянського Союзу за часів Другої світової війни.

## Командування
- Командири:
  - Драніщев Федір Петрович
  - Епанчин Олександр Дмитрович
  - Трофімов Філіпп Олексійович